# بوبرووکا (شهرستان خاینووکا)
بوبرووکا (به لهستانی:  Bobrówka) یک روستا در لهستان است که در گمینا چرمخا واقع شده‌است.